# Société Aérienne Bordelaise SAB-21
Il Société Aérienne Bordelaise SAB-21, citato anche come AB-21, fu un bombardiere pesante quadrimotore, monoplano ad ala alta e a doppia trave di coda sviluppato dall'azienda aeronautica francese Société Aérienne Bordelaise (SAB) nei prima metà degli anni trenta del XX secolo e rimasto allo stadio di prototipo.

## Storia del progetto
Nel 1933 il governo francese avviò un piano di potenziamento dell'Armée de l'air, noto come Plan d'Equipement 1, al cui interno vi era un bando di gara per la realizzazione del Bombardier de Nuit 5, cioè di un bombardiere notturno plurimotore a cinque posti. Alla specifica BN.5 risposero sei ditte, la Bloch con l'MB.200, la Couzinet con i progetti 70 BN5, 63 BN5, 90 e 91, la Farman con i progetti F-212, F-221, F-222 e F-223, la Lioré et Olivier con i LeO-300 e LeO-301, la Potez con il 41M, e la Société Aérienne Bordelaise (SAB) con l' AB.21.
Quest'ultimo era direttamente derivato dal precedente bombardiere quadriposto AB.20, espressamente progettato per rispondere alla specifica BN.4, e non prodotto in serie. L'AB.21 era leggermente più piccolo dell'AB.20, avendo apertura alare ridotta di 0,3 metri e altezza di 0,56 metri, e più leggero (il peso al decollo diminuì di 1.350 chilogrammi) e ricevette nuovi motori Lorraine 12H Petrel.

## Descrizione tecnica
Bombardiere notturno, quadrimotore, a cinque posti di costruzione interamente metallica. La cellula aveva fusoliera interamente bideriva, interamente costruita in duralluminio, che si raccordava nella zona centrale al piano alare, con cui costituiva un'unica superficie lavorante.
La propulsione era affidata a motori Lorraine 12H Petrel 12 cilindri a V raffreddati a liquido da 500 CV (368 kW) ciascuno, installati in coppia in gondole poste sotto le ali. Ognuno di essi azionava un'elica bipala. La capacità massima di carburante era pari a 1.295 kg, suddivisi in quattro serbatoi. La dotazione bellica offensiva era affidata a un carico di bombe da caduta fino a un massimo di 2500 kg mentre quella difensiva si basava su sei mitragliatrici Lewis calibro 7,7 mm.

## Impiego operativo
Il prototipo dello AB.21 andò in volo per la prima volta nel marzo 1933 ai comandi del capo collaudatore Charles Descamps, raggiungendo una velocità massima di 210 km/h a 3.500 m, rivelandosi di difficile pilotaggio, afflitto da innumerevoli noie meccaniche e problemi di stabilità. Tutti questi fattori negativi portarono alla sua bocciatura da parte del CEMA, e nell'aprile 1934 il prototipo fu rimandato in fabbrica a Bordeaux al fine di essere sottoposto ad una accurata messa a punto, affinamento e miglioramento della distribuzione dei pesi. Nonostante l'avvio di un progetto di modifica e miglioramento, e qualche tentativo di aggiornamento, il prototipo rimase praticamente inalterato, e trasferito a Villacoublay fu saltuariamente impiegato per voli dimostrativi fino all'estate del 1935.

## Utilizzatori
Francia
- Armée de l'air (previsto)

### Annotazioni
1. ↑  Le fonti non sono concordi nel citare la designazione del velivolo, talvolta, specie nelle fonti in lingua inglese indicato con il punto (AB.21), o doppiamente puntato (A.B.21), così come con un trattino (AB-21), in lingua francese.

### Fonti
1. 1 2 3  Airwar.
2. 1 2  Parrillo 2020, p. 26.
3. 1 2 3 4 5  Parrillo 2020, p. 36.
4. 1 2 3 4 5  Warthunder.